# José González Alonso
Dom José González Alonso (Sobradillo, Salamanca, 12 de julho de 1940) é um religioso espanhol radicado no Brasil desde 1965.

## Biografia
Filho de José González Marco e Maria del Rosário Alonso Méndez, fez os primeiros estudos na terra natal. Cursou Humanidades e Filosofia no Seminário Diocesano de Ciudad Rodrigo (Espanha). Fez Teologia na Universidade Pontifícia de Salamanca (Espanha) e foi ordenado sacerdote em 29 de junho de 1964, em Ciudad Rodrigo. Complementou seus estudos na Universidade Gregoriana, de Roma, onde fez atualização nas áreas de Teologia Dogmática, Direito Canônico e História do Cristianismo. Chegou ao Brasil em outubro de 1965, tornou-se professor no Seminário Nossa Senhora da Assunção na Diocese de Cajazeiras, até junho do ano seguinte e, de 1966 a 1968, foi pároco nas paróquias das cidades de Paulista e São Bento.
Foi transferido para a Arquidiocese de Teresina em fevereiro de 1969, atuando como pároco na paróquia de União por quinze anos, sendo também reitor do Seminário Maior de Teresina de 1983 a 1994, coordenador da Comissão Pastoral da Terra (CPT-Piauí) por três anos, membro do Conselho Presbiteral e do Colégio dos Consultores, juiz do Tribunal Eclesiástico do Regional Nordeste IV, membro fundador da Sociedade Brasileira de Canonistas (SBC) e da Sociedade de Teologia e Ciências da Religião (SOTER). Em 7 de setembro de 1994, o Papa João Paulo II nomeou-o bispo-auxiliar da Arquidiocese de Teresina em 7 de dezembro de 1994 sendo Bispo Titular da Diocese de Baliana, recebendo sua ordenação episcopal em 18 de março de 1995. Em seus últimos na Arquidiocese de Teresina, Dom Alonso foi secretário e bispo responsável pelos setores de Catequese e Família do Regional Nordeste IV.
Em 2001, voltou à Diocese de Cajazeiras, tomando posse em 21 de agosto de 2001, dois meses após nomeado pelo Papa. Durante seu mandato episcopal, tornou-se membro da Comissão Nacional Episcopal para a Vida e a Família e bispo referencial da Pastoral Familiar do Regional Nordeste 2, ambos em 2003. Ao completar 75 anos em 2015, pediu sua renúncia ao Papa Francisco, conforme normas do Código de Direito Canônico, esta foi acolhida e anunciada em 16 de setembro de 2015, sendo desde então bispo-emérito de Cajazeiras.